# Vzhod
Vzhod je ena od štirih glavnih strani neba. Na kompasu je vzhod 90° urno od severa. Ime vzhod pomeni, da na tem mestu vzhaja Sonce.